# Francesco Morosini (sous-marin)
Le Francesco Morosini (fanion « MS ») est un sous-marin italien  de la classe Marcello, construit à la fin des années 1930 pour la Marine royale italienne.
Le nom du sous-marin est un hommage à Francesco Morosini (1496-1578) le 108e doge de Venise.

## Conception et description
Les sous-marins de la classe Marcello ont été conçus comme des versions améliorées de la précédente classe Glauco. Ils ont un déplacement de 1 043 tonnes en surface et 1 290 tonnes en immersion. Les sous-marins mesuraient 73 mètres de long, avaient une largeur de 7,19 mètres et un tirant d'eau de 5,1 mètres.
Pour la navigation de surface, les sous-marins étaient propulsés par deux moteurs diesel de 1 800 cv (1 342 kW), chacun entraînant un arbre d'hélice. En immersion, chaque hélice était entraînée par un moteur électrique de 550 chevaux-vapeur (410 kW). Ils pouvaient atteindre 17,4 nœuds (32,2 km/h) en surface et 8 nœuds (15 km/h) sous l'eau. En surface, la classe Marcello avait une autonomie de 7 500 milles nautiques (13 900 km) à 9,4 noeuds (17,4 km/h), en immersion, elle avait une autonomie de 120 milles nautiques (220 km) à 3 noeuds (5,6 km/h).
Les sous-marins étaient armés de huit tubes lance-torpilles internes de 53,3 cm, quatre à l'avant et quatre à l'arrière. Une recharge était arrimée pour chaque tube, ce qui leur donnait un total de seize torpilles. Ils étaient également armés de deux canons de pont de 100 mm et de quatre mitrailleuses de 13,2 mm pour le combat en surface.

## Construction et mise en service
Le Francesco Morosini est construit par le chantier naval Cantieri Riuniti dell'Adriatico (CRDA) de Monfalcone en Italie, et mis sur cale le 2 mars 1937. Il est lancé le 25 juillet 1938 et est achevé et mis en service le 1er novembre 1938. Il est commissionné le même jour dans la Regia Marina.

## Histoire du service
Le Morosini est affecté au 2e groupe de sous-marins basé à Naples pour lequel il est utilisé pour l'entraînement de 1938 à 1940.
Il n'a effectué que deux missions offensives en Méditerranée, couvrant un total de 3 521 milles nautiques en surface et 7 65 milles nautiques sous l'eau.
Le matin du 15 juin 1940, il tente en vain de frapper un navire français près du cap Palos. Le lendemain, il aperçoit un convoi mais ne peut l'attaquer car il est trop éloigné. Le 21 juin, il lance une torpille contre un navire marchand de taille moyenne; une forte explosion a été entendue mais aucun dommage n'a été confirmé.
Il a alors été décidé de l'envoyer dans l'Atlantique. Le 25 octobre, il quitte Naples et le 31, il passe le détroit de Gibraltar, s'enfonçant jusqu'à 130 mètres à cause des courants. Lorsqu'il atteint le secteur des opérations au large de Porto, il y patrouille jusqu'au 26 novembre; deux jours plus tard, il arrive à Bordeaux, où se trouve la base italienne de Betasom.
Le 22 janvier 1941, il part pour la deuxième mission et arrive dans les eaux écossaises (sa zone d'embuscade) le 29 janvier. Le 8 février, il lance trois torpilles contre un navire marchand, sans le toucher, et le 24 février, il revient à Bordeaux après avoir également cherché sans succès un porte-avions qui lui avait été signalé par radio.
Le 30 avril 1941, sous le commandement du capitaine de corvette Athos Fraternale (qui avait remplacé le capitaine de corvette Alfredo Criscuolo, qui commandait le Morosini depuis le début de la guerre), il quitte Bordeaux pour la troisième mission, qui doit être effectuée à l'ouest de l'Irlande. Pendant la navigation, il attaque au canon le pétrolier anglais Vancouver (5 727 tonneaux) mais celui-ci a pu s'éloigner car il était plus rapide (une excuse qui ne tient pas à l'examen des faits: le pétrolier, construit en 1928, avait une vitesse maximale de 11 noeuds, le sous-marin pouvait se déplacer au moins à 17 noeuds!). Le 15 mai, il est attaqué à la bombe par un avion et forcé de plonger. Les deux jours suivants, il tente d'approcher des convois dont il a été informé par radio mais il n'y parvient pas à cause de la mer agitée et d'erreurs dans les positions signalées, devant alors rentrer à la base.
Le 28 juin, il navigue à l'ouest du détroit de Gibraltar, où il connaît ses premiers succès. Dans la nuit du 14 au 15 juillet, il coule à l'aide de ses torpilles d'abord le cargo britannique Rupert de Larrinaga (5 358 tonneaux) puis l'unité auxiliaire HMS Lady Somers, ancien navire à passagers de 8 194 tonneaux (il n'y a pas de pertes parmi les équipages des deux navires, composés respectivement de 44 et 175 hommes). Il entame ensuite sa route de retour en arrivant enfin à Bordeaux,.
À la mi-août 1941, il quitte Bordeaux pour la région à l'ouest de Gibraltar, où, le 19 septembre, il repère un convoi au large du cap Spartel et tente de l'atteindre, mais est contraint de revenir le lendemain en raison d'une panne de moteur.
Le 18 novembre, le Morosini quitte le port français pour sa sixième mission atlantique au sud des Açores, et dans la nuit du 13 au 14 décembre, il attaque un convoi à environ 250 milles nautiques à l'ouest-nord-ouest de La Palma. Avant de pouvoir lancer ses torpilles, il est détecté par des navires d'escorte et bombardé de grenades sous-marines, subissant de graves dommages qui l'obligent à rentrer à Bordeaux.
Le 11 janvier 1942,, il part pour le nord-est de la Guadeloupe pour ce qui allait être sa mission la plus réussie à ce jour. Le 23 janvier, après avoir aperçu le vapeur Sagaing (7 968 tonneaux), il tente de l'attaquer mais n'a pas pu l'atteindre car la grande quantité de carburant à bord ralentissait le sous-marin .
Le 11 mars, il lance sans succès deux torpilles contre un pétrolier, mais quelques heures plus tard, il aperçoit le vapeur Stangarth (5 960 tonneaux) qu'il réussit à torpiller et à couler, à la position géographique de 22° 45′ N, 57° 40′ O, juste avant le coucher du soleil le lendemain,. Peu de temps après, le sous-marin Giuseppe Finzi fait le plein de carburant du Morosini.
Dans la nuit du 15 au 16 mars, le pétrolier hollandais Oscilla (6 347 tonneaux) a coulé, avec trois torpilles et environ 80 coups de canon, faisant quatre victimes parmi les 55 hommes de l'équipage,. Dans l'après-midi du 23 mars, il immobilise le pétrolier britannique Peder Boge (9 741 tonneaux) en lançant deux torpilles, puis l'a achevé avec environ 60 à 70 obus. Le navire a coulé à la position géographique de 24° 53′ N, 57° 30′ O (les 53 hommes de l'équipage ont réussi à se sauver),. Le 4 avril, le Morosini arrive à Bordeaux.
Le 2 juin 1942, avec le lieutenant de vaisseau Francesco D'Alessandro comme nouveau commandant, il quitte la base pour la dernière fois en direction de sa zone d'embuscade entre San Salvador et Porto Rico. Le 30 du mois, il coule, en utilisant à la fois canon et torpilles, le vapeur danois Tysa (5 327 tonneaux), tandis que le 19 juillet, il lance sans succès des torpilles contre une canonnière. Le 27 juillet, il reçoit 35 tonnes de mazout et de fournitures du Finzi et le 8 août, il transmet son dernier message, après quoi il n'y a plus eu de nouvelles du sous-marin.
Après la guerre, on sait qu'il a été coulé dans le golfe de Gascogne le 11 août 1942 par une attaque aérienne, touché par quatre bombes alors qu'il faisait surface, il a coulé avec tout son équipage à 16h15,.
Avec la disparition du Morosini, le commandant D'Alessandro et 57 entre officiers, sous-officiers et marins disparaissent.

## Palmarès
| Mission | Date            | Bateau              | Nation      | Tonnage en tonneaux | Notes                                                             |
| ------- | --------------- | ------------------- | ----------- | ------------------- | ----------------------------------------------------------------- |
| 4e      | 14 juillet 1941 | Rupert de Larrinaga | Royaume-Uni | 5 358               | Croiseur ; pas de victimes                                        |
| 4e      | 15 juillet 1941 | Lady Somers         | Royaume-Uni | 8 194               | Cargo ; pas de victimes                                           |
| 7e      | 12 mars 1942    | Stangarth           | Royaume-Uni | 5 966               | Croiseur torpillé : position 22° 45′ N, 57° 40′ O                 |
| 7e      | 15 mars 1942    | Oscilla             | Pays-Bas    | 6 341               | Tanker torpillé ; 4 victimes                                      |
| 7e      | 23 mars 1942    | Peder Bogen         | Royaume-Uni | 9 741               | Tanker torpillé : position 24° 53′ N, 57° 30′ O ; pas de victimes |
| 8e      | 30 juin 1942    | Tysa                | Pays-Bas    | 5 327               | Croiseur ; pas de victimes                                        |
| Total:  | Total:          | Total:              | Total:      | 40 927 tonneaux     |                                                                   |